# Тищенко Андрій Георгійович
Андрій Георгійович Тищенко (27 лютого 1965 року, м. Павлоград, Дніпропетровської області) — пастор протестантської церкви, старший єпископ Харизматичних Євангельських Церков України, скор. ХЄЦУ (за старою назвою Українських Християнських Церков «Нове покоління»), кандидат філософських наук Інституту імені Г. С. Сковороди НАН України, доктор практичного богослов'я «Асамблеї Бога, USA».

## Діяльність пастора
З 1991 року у складі молодіжної команди п'ятидесятницької церкви з міста Павлограда Андрій Тищенко здійснює поїздки до міста Першотравенська, де проводить служіння, відвідує людей, організовує домашні групи.
У 1995 році Андрієм Тищенко було засновано міжнародний Біблійний коледж на базі церкви у місті Першотравенську.
Починаючи з 2003 року, Андрій Тищенко є пастором церкви «Нове Покоління» у місті Харкові.

## Діяльність єпископа
У жовтні 2006 року на з'їзді пасторів церков «Нове покоління» Андрія Тищенко, пастора УХЦ «Нове покоління» у місті Першотравенську та місті Харкові, було обрано головою Духовного управління євангельських християн Української християнської церкви «Нове покоління».
З 2011 року Андрій Тищенко є членом ради директорів Міжнародної місії церковного зростання CGI, яку очолює доктор Йонгі Чо (Південна Корея).
У грудні 2020 року за активну соціальну позицію, Асамблеї Бога відзначила служіння пастора Андрія почесним званням Доктор Практичного Служіння.
У 2018 році обраний на посаду голови УМР. У 2019 році переобрано на другий термін. З 2020 року Заступник Голови Духовної Ради Всеукраїнського Собору, та заступник голови Української Міжцерковної Ради (УМР), яка об'єднує лідерів християнських конфесій протестантського напрямку.

## Наукова діяльність
Статті у наукових фахових виданнях:
1. Тищенко А. Г. Вплив релігійного чинника на соціальні зміни міста (на прикладі впливу діяльності церкви «Нове покоління», м. Першотравенськ, Дніпропетровської області). — Релігія та Соціум. Міжнародний часопис. — Чернівці: Чернівецький нац. ун-т, 2018. — № 1-2 (29-30). — С. 150—157.[10]
2. Тищенко А. Г. Формування нової парадигми політичної теології харизматичних церков (на прикладі «Нового покоління»)// «Релігія та соціум» міжнародний часопис. — № 1-2 (33-34) — Чернівці: Чернівецький національний університет, 2019. — С.184-189.[11]

Публікації в інших виданнях:
1. Тищенко А. Г., Колодний А. М. Харизматичний рух «Нове покоління» / Історія релігії в Україні: у 10-ти т. За ред. проф. А. Колодного / Редколегія: А. Колодний (голова) та ін. // Нові релігії України. Т. 8. — Київ, 2010. — С. 435—450.[12]
2. Тищенко А. Г., Титаренко В. В. Основні тенденції формування сучасної харизматичної теології // Авраамічні релігії і Реформація: формування протестантського символу віри й ідеології нової суспільної реформації (європейський й український контекст ідентичності). Матеріали науково-практичної конференції (Галич, 18-19 травня 2017 р.) — Галич, 2017. — 366—375.[13]